# پالین استارک
پالین استارک (انگلیسی: Pauline Starke؛ ۱۰ ژانویهٔ ۱۹۰۱ – ۳ فوریهٔ ۱۹۷۷) یک هنرپیشه اهل ایالات متحده آمریکا بود.

## فیلم‌شناسی
از فیلم‌ها یا برنامه‌های تلویزیونی که وی در آن نقش داشته‌است می‌توان به تعصب، یک عاشقانه سلطنتی و ماجرا اشاره کرد.